# Chisholm v. Georgia
L'arrêt Chisholm contre l'État de Géorgie (Chisholm v. Georgia) de 1793 est considéré comme la première décision de la Cour suprême des États-Unis ayant eu un impact majeur dans le fonctionnement des institutions du pays. Il fut suspendu en 1795 par l'adoption du Onzième amendement de la Constitution.

## Contexte
En 1792, Alexander Chisholm de Caroline du Sud, exécuteur testamentaire de Robert Farquhar, poursuit l'État de Géorgie devant la Cour suprême pour le remboursement de marchandises vendues par Farquhar à l'État pendant la Guerre d'indépendance, il réclame une indemnité de 100 000 £ argent comprenant le montant de la dette plus les intérêts,. Le Procureur général des États-Unis Edmund Randolph représentait le plaignant, tandis que la partie défenderesse refusait de se présenter, arguant qu'en tant qu'État souverain elle ne pouvait être poursuivie en justice sans son consentement.

## La décision de la Cour
Dans une décision rendue le 19 février 1793, la Cour se déclara en faveur du plaignant. Dans ses attendus, elle indiqua que l'article 3, section 2, de la Constitution abrogeait de facto l'immunité souveraine des États et autorisait dès lors les cours fédérales à statuer sur les conflits entre États et citoyens. 

## Conséquences
Cet arrêt fut décisif dans l'adoption du XIe amendement par le Congrès le 4 mars 1794 et ratifié le 7 février 1795, et toutes les poursuites engagées après Chisholm furent annulées. En substance, cela empêchait désormais les citoyens d'un État (fédéré ou étranger) de poursuivre un autre État. Cela étant dit, il reste possible de lancer des poursuites contre un État si celui-ci l'accepte ou si le Congrès, dans le cadre du Quatorzième amendement, abroge l'immunité de cet État - cf. Fitzpatrick v. Bitzer (en) 427 U.S. 445 (1976),,.